# Miss Guyana
Miss Guyana est un concours de beauté féminine, destiné aux jeunes femmes habitantes et de nationalité guyanienne.
La sélection permet de représenter le pays au concours de Miss Univers.

## Pour Miss Univers
Avant 1966, les candidates portaient le titre de Miss British Guiana'.
| Année | Nom                    | Classement à Miss Univers |
| ----- | ---------------------- | ------------------------- |
| 1956  | Rosalind Iva Joan Fung | non classée               |
| 1958  | Clyo Fernandez         | non classée               |
| 1963  | Gloria Flackman        | non classée               |
| 1964  | Mary Rande Holl        | non classée               |
| 1965  | Cheryl Viola Cheeng    | non classée               |
| 1966  | Umblita Van Sluytman   | non classée               |
| 1999  | Morvinia Sobers        | non classée               |
| 2002  | Mia Rahaman            | non classée               |
| 2003  | Leanna Yulanie Damond  | non classée               |
| 2004  | Odessa Abenaa Phillips | non classée               |
| 2005  | Candisie Franklin      | non classée               |
| 2006  | Alana Ernest           | non classée               |
| 2007  | Meleesa Natasha Payne  | non classée               |
| 2009  | Jenel Cox              | non classée               |
| 2010  | Tamika Henry           | non classée               |
| 2011  | Kara Lord              | non classée               |
| 2012  | Ruqayyah Boyer         | non classée               |
| 2013  | Katherina Roshana      | non classée               |
| 2014  | Niketa Barker          | non classée               |
| 2015  | Shauna Ramdehan        | non classée               |
| 2016  | Soyini Fraser          | non classée               |
| 2017  | Rafieya Husain         | non classée               |
| 2023  | Lisa Narine            | non classée               |
| 2024  | Ariana Blaize          |                           |